# Panesthia lata
Panesthia lata är en kackerlacksart som beskrevs av Walker, F. 1868. Arten ingår i släktet Panesthia och familjen jättekackerlackor. Inga underarter finns listade i Catalogue of Life.
Kackerlackan är endemisk för Lord Howeön utanför Australien, och troddes vara utdöd sedan 1930-talet, efter att råttor introducerats till ögruppen 1918, men återfanns i juli 2022 under ett banjanträd i North Bay på Lord Howe.
Den vinglösa kackerlackan mäter 22-40 mm och har en röd- till svartmetaliskt färg. Den lever i gångar inne i förmultnande träd i regnskog och öppna skogsområden. Arten har specialiserade mikroorganismer i magen som hjälper den att smälta cellulosan i födan. Honorna föder nymferna som stannar i familjegruppen tillsammans med de fullvuxna kackerlackorna. Utöver förmultnade träd verkar även specifika bergsformationer vara viktig för deras habitat, möjligen på grund av att de lever i ett symbiotiskt förhållande till den marklevande lordhowerallen.